# Üllés
Üllés nagyközség Csongrád-Csanád vármegye Mórahalmi járásában.

## Fekvése
Szegedtől északnyugatra helyezkedik el. A szomszédos települések: északkelet felől  Forráskút, kelet felől Bordány, dél felől Zákányszék, délnyugat felől Ruzsa, nyugat felől Pusztamérges, északnyugat felől pedig Kiskunmajsa és Csólyospálos.

### Megközelítése
A településen végighalad, annak főutcájaként a Kiskunhalastól Szegedig húzódó 5408-as út, ez a legfontosabb közúti elérési útvonala. Forráskúttal az 5426-os, Ruzsával pedig az 5433-as út kapcsolja össze.

## Története
Üllés és környéke már a népvándorlás idején is lakott hely volt, amit az itt feltárt leletek is bizonyítanak. A mai Üllés helyén a középkorban kun puszta volt, mely csak 1745 után kezdett benépesedni, mikor a Dorozsmához tartozó pusztán tanyaföldeket osztottak. Nagy része azonban még a 19. század végén is göböly- és marhajárás volt, melyből az 1900-as években alakult ki a tanyaközpont Göbölyjárásközpont, majd Árpádközpont néven. 1949-ben az addig Kiskundorozsma határához tartozó településrész önálló községgé alakult Üllés néven.
2011-ben a Jobbik Magyarországért Mozgalom kettős keresztet avatott a falu központjában található parkban.
2015-ben I. és II. világháborús gyűjtést rendezett a falu, melyen számos hatástalanított lőfegyvert, ereklyéket, ruházatot és egyéb katonai eszközt meg lehetett tekinteni, illetve magángyűjtők gyűjteményei mellett még a háborút megjártak történeteit is el lehetett olvasni, továbbá a katonák családtagjai is beszámoltak azokról, akik életüket vesztették a fronton, vagy az idő múlásával elhaláloztak.

## Közélete

### Polgármesterei
- 1990–1994: Dr. Nyáriné Tajti Anna (független)[3]
- 1994–1998: Dr. Nyáriné Tajti Anna (független)[4]
- 1998–2002: Dr. Nyáriné Tajti Anna (független)[5]
- 2002–2006: Dr. Nyáriné Tajti Anna (független)[6]
- 2006–2010: Nagy Attila Gyula (független)[7]
- 2010–2014: Nagy Attila Gyula (független)[8]
- 2014–2019: Nagy Attila Gyula (független)[9]
- 2019–2024: Nagy Attila Gyula (Fidesz-KDNP)[10]
- 2024– : Nagy Attila Gyula (Fidesz-KDNP)[1]

## Népesség
A település népességének változása:
| Lakosok száma | 3062 | 3022 | 2981 | 2960 | 3003 | 3039 | 3071 |
|               | 2013 | 2014 | 2017 | 2021 | 2022 | 2023 | 2024 |

2001-ben a település lakosságának 99%-a magyar, 1%-a egyéb (főleg cigány) nemzetiségűnek vallotta magát.
A 2011-es népszámlálás során a lakosok 90,3%-a magyarnak, 0,3% cigánynak, 0,5% németnek, 0,3% románnak, 0,2% szerbnek mondta magát (9,6% nem nyilatkozott; a kettős identitások miatt a végösszeg nagyobb lehet 100%-nál). A vallási megoszlás a következő volt: római katolikus 70%, református 1,5%, felekezeten kívüli 8,2% (18,8% nem nyilatkozott).
2022-ben a lakosság 91%-a vallotta magát magyarnak, 0,5% románnak, 0,3% németnek, 0,3% szerbnek, 0,1-0,1% görögnek, szlováknak, örménynek és cigánynak, 2,7% egyéb, nem hazai nemzetiségűnek (8,7% nem nyilatkozott; a kettős identitások miatt a végösszeg nagyobb lehet 100%-nál). Vallásuk szerint 44,2% volt római katolikus, 1,5% református, 0,2% görög katolikus, 0,2% evangélikus, 0,1% ortodox, 1,5% egyéb keresztény, 1,4% egyéb katolikus, 10,9% felekezeten kívüli (40% nem válaszolt).

## Nevezetességei
- Római katolikus templomát 1900-ban szentelték fel Páduai Szent Antal tiszteletére.
- Kőolaj-lelőhely